# 王史提芬
王史提芬，MH（1988年4月28日—），香港小輪車运动员，生于比利时代瑟尔，父亲为香港人，母亲为比利时人。現時為單車公路賽運動員 

## 簡歷
王史提芬2000年开始接受专业小輪車训练，次年获得比利时全国13岁以下小輪車冠军，其后更在欧洲赛事中闯入前三名。比利時國家隊曾經邀請王史提芬加入，最終王史提芬選擇加入香港代表隊。
2003年起，王史提芬开始代表香港出战中国和亚洲比赛，屡次夺冠，并且在2005年中华人民共和国第十届全国运动会上获得香港代表团的第一枚金牌。現時他是連續4屆的亞洲小輪車錦標賽冠軍。
2009年12月於東亞運動會男子小輪車比賽中，王史堤芬贏得金牌，是東亞運單車項目史上第一面金牌得主。

## 服用禁藥
2010年廣州亞運贏得金牌後，王史堤芬於2012年1月毅然退出香港隊，投身卓比奧斯隊於公路作賽。同年4月10日一次藥檢中，驗出曾服用「外源性類固醇」增強肌肉力量，被國際自行車聯盟（UCI）罰停賽兩年至2014年5月，以作處分，據悉他還被罰款約20萬港元。。

## 個人資料
身高：1米66
體重：64公斤
嗜好：網上交談、聽歌、越野單車、足球
喜愛音樂：Hip-Hop、R & B
喜愛食物：意大利粉、薄餅

## 軼事
王史提芬雖於比利時出生、長大，但每年會趁假期回港探望婆婆和姑姐。
2003年探親期間，王偶然參加香港單車聯會一場本地賽，之後便進入了香港代表隊。不過，王卻說BMX本非其心頭好，踢足球才是兒時最愛。

## 榮譽
- 香港特區政府嘉獎

榮譽勳章（MH）（2011年）
- 香港傑出運動員選舉

「香港傑出青少年運動員」（2005年、2006年）
「香港傑出運動員」（2009年、2010年）
「香港傑出運動員－星中之星」（2009年）